# Wasserspiele

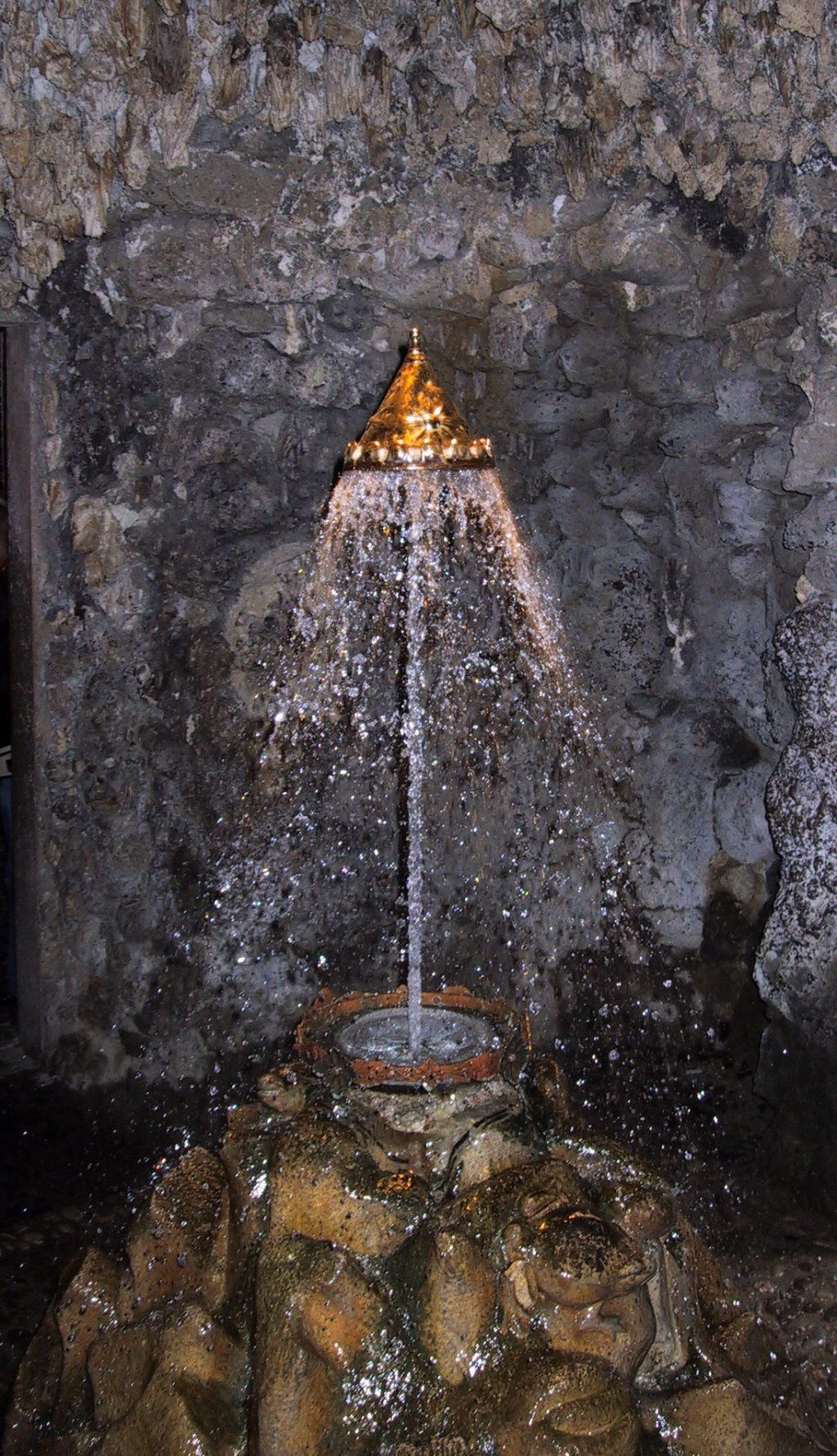
Schloss Hellbrunn, manieristisches Wasserspiel in der Kronengrotte

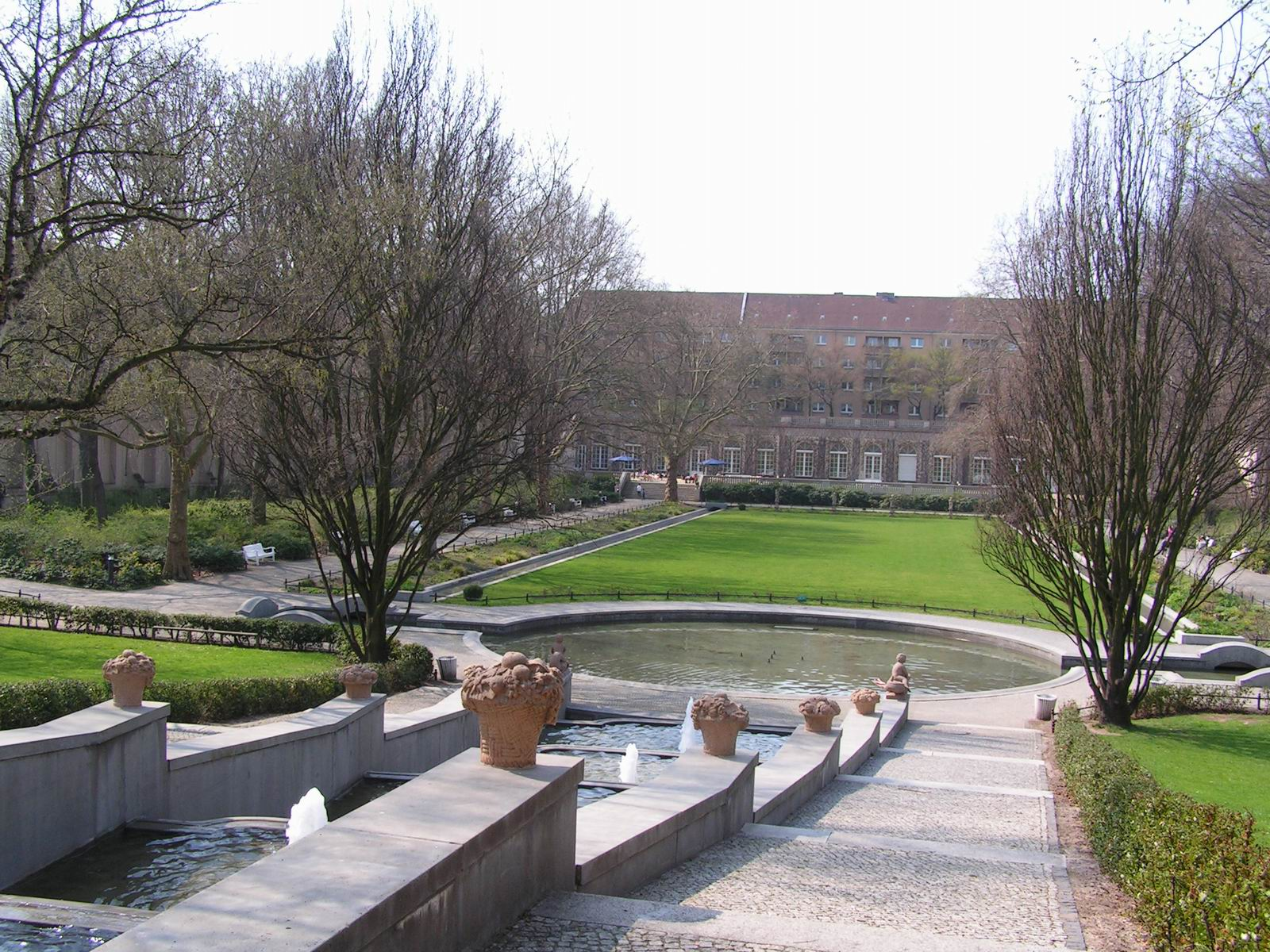
Körnerpark Berlin, neobarocke Wassertreppe und Orangerie

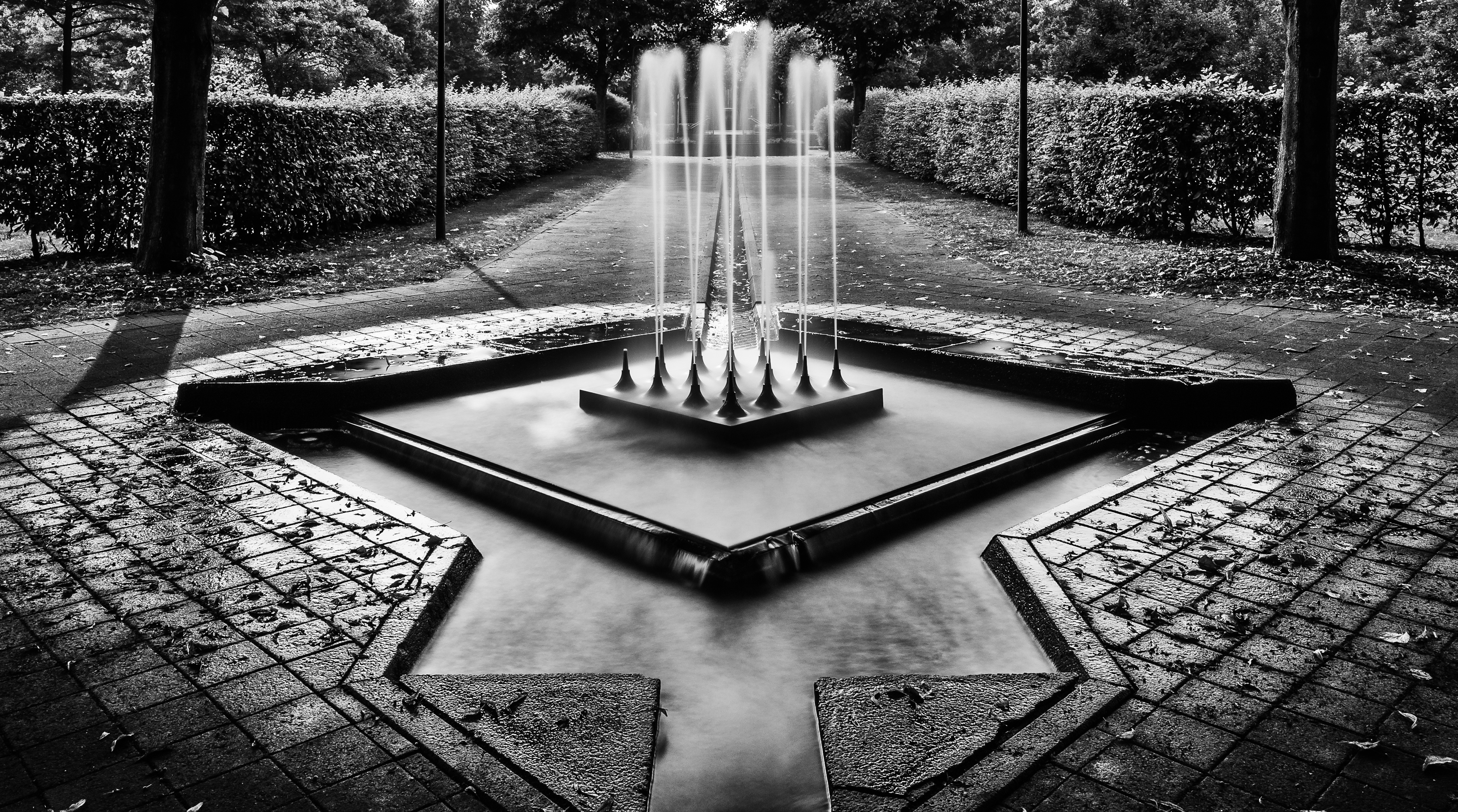
Moderne Wasserspiele im MüGa-Park, Mülheim an der Ruhr

Wasserspiele sind meist künstlerisch ausgestaltete Anlagen mit veränderlichen Springbrunnen, Wasserspeiern, künstlichen Kaskaden, verschiedenen Wasserautomaten und dergleichen. Wasserspiele sind dabei vielfältig und gehen in ihrer Darstellung weit über Einzelbrunnen hinaus, soweit sie überhaupt Ähnlichkeiten mit Brunnen besitzen. Wasserspiele besitzen vielfach eine hintergründige Symbolik.

## Entwicklung in Europa
In früheren Jahrhunderten wurden derartige Installationen, die anspruchsvolle Arbeiten auf dem zeitgenössischen Stand der Technik bildeten, auch als Wasserkünste bezeichnet. Die Wasserspiele entstanden in Italien in der Renaissancezeit. Berühmte Wasserspiele gab es dabei in der Gegend um Rom und Florenz sowie in Latium und Venetien. Einzelbeispiele sind die Villa in Tivoli (Villa d’Este), die Villa Aldobrandini oder der Pratolino. Wasserspiele entstanden in der Spätrenaissance und der Barockzeit aber vielfach auch im Raum des heutigen Österreich, in Deutschland, Frankreich und Spanien. Nur wenige Anlagen sind erhalten, etwa die barocke Anlage im Bergpark Wilhelmshöhe in Kassel, die ihren Ausgangspunkt beim Herkules nimmt.
Die manieristischen Wasserspiele Hellbrunn beziehen das Rauschen des sprudelnden Baches in das Geschehen ein, um eine meditative Stimmung zu erzielen. Sie erzeugen mit Wasserkraft vielfältige Vogelstimmen und betreiben Orgelpfeifen, die Melodien von sich geben, sie lassen Bälle und Kronen tanzen und bewegen Figuren in Zierteichen und in Grotten, die oft Episoden der antiken Mythologie erzählen („Wasserautomaten“). Das wassergetriebene mechanische Theater der Hellbrunner Wasserspiele besitzt über 200 einzeln bewegte Figuren. Ein Fratzengesicht („Germaul“) rollt mit den Augen und zeigt die Zunge.
Das Element Wasser wird in den Wasserspielen so in vielfältiger Weise dargestellt, als Quelle, als Kaskade, als Wasserwand, als Wasserschleier, als spritzendes Wasser und als sprudelnder Bach. Fontänen in den Wasserspielen haben oft unterschiedliche Höhen und ändern sie in vorgegebenen, manchmal auch variablen Rhythmen. Sie werden durch ein ausgeklügeltes unterirdisches Rohrsystem gespeist und können durch natürliches Gefälle,  halbautomatisierte Entleerung eines Wasserturms oder Wasserreservoirs durch einen Ablaufsiphon oder mit Pumpen angetrieben sein.
Beim Gluckern eines Quellsteins wird der Effekt des selektiven Hörens ausgenutzt. Das Gehirn stellt sich auf das nahe angenehme Geräusch ein, störende Geräusche wie etwa Verkehrslärm werden ausgeblendet („das höre ich nicht mehr“).

## Moderne Wasserspiele
In letzter Zeit sind in einigen öffentlichen Parks neben verschiedenen Brunnen auch einige einfache Wasserspiele installiert worden, deren Springbrunnen nach dem Rhythmus gleichzeitig erklingender Musik geregelt werden („tanzende Fontänen“). Derartige Anlagen befindet sich beispielsweise in Košice, der Hauptstadt der Ostslowakei, an der Kurkolonnade in Marienbad oder auf der Margareteninsel in Budapest.
Bislang nur an einigen wenigen Orten der Welt existieren moderne Großanlagen dieser Art, die als eigenständige Touristenattraktionen errichtet wurden. Bekannte Wasserspiele dieser Art werden in Las Vegas vor dem Bellagio-Hotel sowie in Dubai am Hochhaus Burj Khalifa gezeigt. In Europa bekannt ist der Font Magica in Barcelona.

## Japanische Gartenkunst

Ein shishi-odoshi unterbricht die Stille in japanischen Gärten, wenn ein Bambusrohr gegen einen Felsen schlägt.

Ein japanisches Shishi odoshi ist ein Wasserspiel, das ursprünglich der Vertreibung von Wild oder Vögeln aus Feldern diente, aber vielfach in der japanischen Gartengestaltung eingesetzt wird. Dabei füllt ein Wasserstrahl ein Bambusrohr, das wie ein Waagbalken mit Gegengewicht aufgehängt ist. Sobald das Rohr mit Wasser gefüllt ist, senkt sich der „Waagbalken“, das gespeicherte Wasser rinnt aus dem Rohr, das Gegengewicht lässt das Bambusrohr zurückfallen, worauf es an einen Stein stößt und ein Klopfgeräusch erzeugt.

## Wasserspiele mit Wasserfalleffekt
Mithilfe der Balloelektrizität, auch Wasserfalleffekt genannt, soll es zu einer Ionisation der Umgebungsluft kommen und somit zu einer vitalisierenden Wirkung auf den Menschen in unmittelbarer Nähe dazu. Zimmerbrunnen in Etagerenform oder Wasserwände, die einen Wasserfall symbolisieren, sind nur einige Beispiele.
Großtechnische Wasserspiele, zum Bsp. in Innenstädten, verfolgen zumeist mehrere Ziele:
- Künstlerische Gestaltung einer Fläche durch Baumaterial jedweder Art
- Nutzung von angelegten Wasserläufen, Überlaufbecken, im Sinne von Kneipp
- Bewegte technische Gebilde zur Interaktion des Menschen (Kinder) zum Beispiel: Wasserrad, Wasserspindeln usw. auf den Wasserflächen

In der Esoterik wird der Wasserfalleffekt als Möglichkeit betrachtet, das „Gedächtnis“ von Wasser zu löschen. Dabei solle das „Gedächtnis“ auf der Clusterbildung von Wassermolekülen durch Wasserstoffbrückenbindungen beruhen. Diese Clusterbildung ist jedoch nur kurzlebig und ermöglichen somit kein längeres Speichern von Informationen durch das Wasser. Die Behauptung eines Wassergedächtnisses ist wissenschaftlich nicht haltbar und somit auch das Löschen desselben durch den Wasserfalleffekt.

## Siehe auch

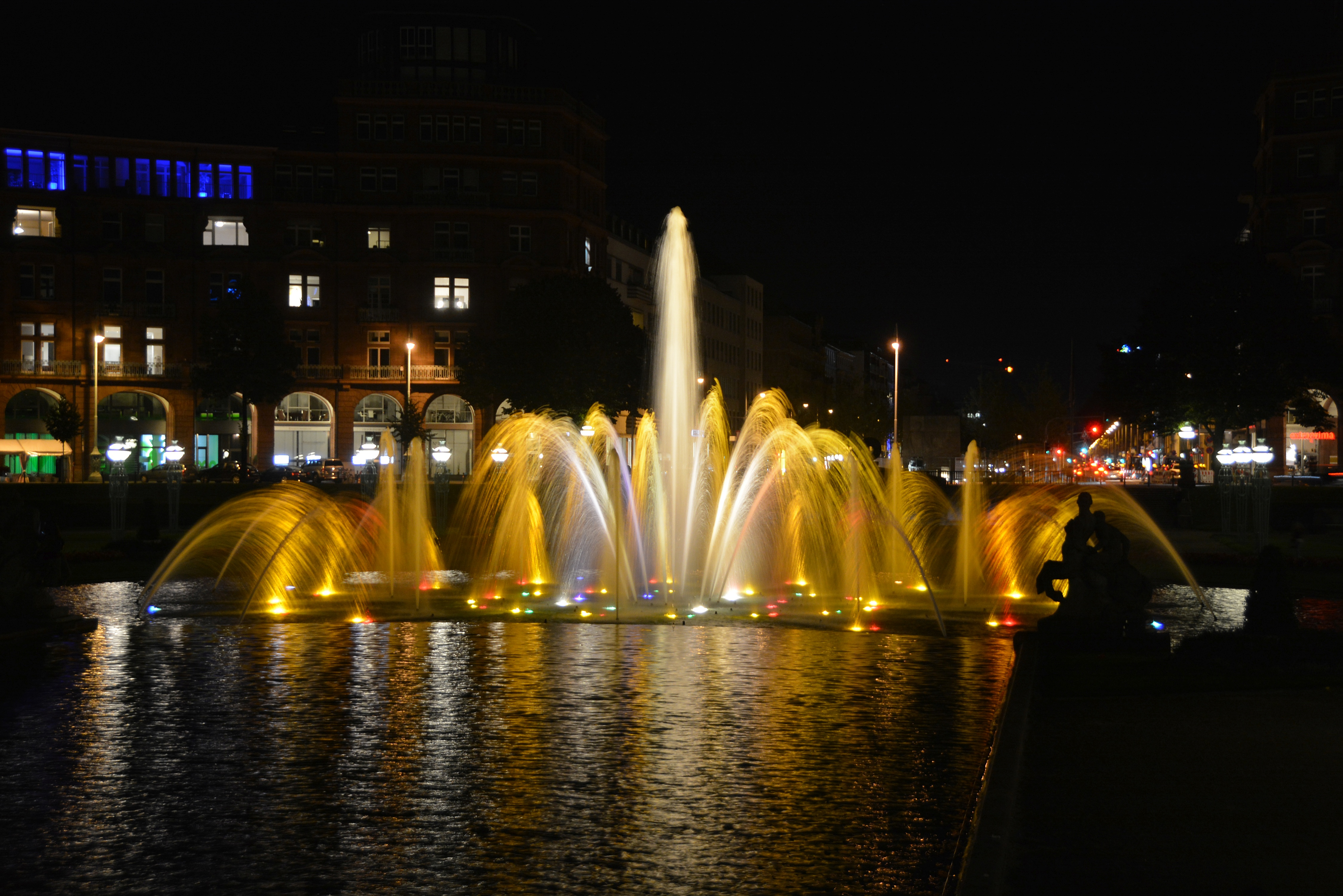
Wasserspiele, Friedrichsplatz Mannheim